# ハリシュ・シャンカル
ハリシュ・シャンカル（Harish Shankar、1979年3月31日 - ）は、インドのテルグ語映画、テルグ語演劇で活動する映画監督、脚本家。

## 生い立ち
テランガーナ州ダルマプリ出身で、ハイデラバードのBHELタウンシップで育った。弟のヴィシュヌ・プラサードは撮影監督をしており、他に妹が一人いる。ハリシュ・シャンカルはオスマニア大学の卒業生である。

## キャリア
シャンカルはテランガーナ州の劇団シータ・ニラヤム、ラリタ・カーラ・マンディラームに所属して舞台俳優として活動し、後に脚本の執筆を手掛けるようになった。彼の脚本はヤンダムーリ・ヴィーレンドラナートの作品に影響を受けており、各言語や地域性に重点を置いた作風になっている。映画製作者としてはコナ・ヴェンカット、プリ・ジャガンナード、ラーム・ゴーパール・ヴァルマの作品に参加し、『Ninne Ishtapaddanu』『Veede』ではアソシエイト・ディレクターを務めている。
2006年にラーム・ゴーパール・ヴァルマがプロデュースした『Shock』で監督デビューする。『Mirapakay』『Gabbar Singh』では南インド国際映画賞 テルグ語映画部門監督賞、CineMAA賞 監督賞を受賞している。『Gabbar Singh』は当時のテルグ語映画歴代最高額となる15億ルピーの興行収入を記録した。続いて製作した『Ramayya Vasthavayya』では3億900万ルピー、『仕置人DJ』では11億5100万ルピーの興行収入を記録している。

## フィルモグラフィー

### 監督
- Shock（2006年）
- Mirapakay（2011年）
- Gabbar Singh（2012年）
- Ramayya Vasthavayya（2013年）
- Subramanyam for Sale（2015年）
- 仕置人DJ（英語版）（2017年）
- Gaddalakonda Ganesh（2019年）

### 脚本
- Ninne Ishtapaddanu（2003年）
- Naa Autograph（2004年）
- A Film by Aravind（2005年）
- Bujjigadu（2008年）
- Chintakayala Ravi（2008年）
- Konchem Ishtam Konchem Kashtam（2009年）
- Nippu（2012年）

### 出演
- Ninne Ishtapaddanu（2003年）
- Andarivaadu（2005年）
- A Film by Aravind（2005年）
- Modati Cinema（2005年）
- Neninthe（2008年）
- Nippu（2012年）
- Sammohanam（2018年）